# Charo Guerra
María del Rosario Guerra Ayala conocida por su seudónimo Charo Guerra, (nació el 1962 en Limonar, Matanzas) es poeta, narradora y editora de libros y revistas cubana. Es una de las importantes poetas de la llamada Generación de los Ochenta.

## Datos biográficos
En 1984, ella obtuvo el título académico de Licenciada en Periodismo por Universidad de La Habana (1984). Ella fue editora de la Colección Arcos del Plan Maestro para la Revitalización Integral de La Habana Vieja, Oficina del Historiador de la ciudad de La Habana (1994-2010) y también fue editora de La Gaceta de Cuba (2000-2005).
Charo Guerra es miembro de la Unión de Escritores y Artistas de Cuba (UNEAC) desde 1994. Desde el año 2006, ella es editora y colaboradora de revistas culturales como Clave, una publicación del Centro de Investigación y Desarrollo de la Música Cubana; Extramuros, una publicación del Instituto Cubano del Libro, y Arte por excelencias, sobre artes plásticas en las Américas y el Caribe, entre otras.
En 2021, la realizadora cubana Rebeca Chávez produjo el documental llamado Charo y Georgina otra vez frente al espejo, en que presenta un recorrido breve por la vida de Charo Guerra y también de otra escritora cubana de la provincia de Matanzas, la poeta Georgina Herrera (nascida en Jovellanos, 1936 y fallecida en diciembre de 2021). El documental fue presentado en 11 de diciembre de 2021, como parte de la edición 42 del Festival Internacional del Nuevo Cine Latinoamericano.

## Obra
Charo Guerra ha publicado los siguientes libros de poemas y cuentos:
- Un sitio bajo el cielo, Ediciones Matanzas, Matanzas, 1991.[1][2][3][6]
- Los inocentes (plaquette), Ediciones Vigía, s.l., 1993.[1][2][6]
- Vámonos a Icaria, Editorial Letras Cubanas, La Habana, 1998.[1][2][3][6]
- Pasajes de la vida breve, Editorial Unión, La Habana, 2008.[1][2][6]
- Luna de los pobres, Ediciones Matanzas, Matanzas, 2011.[1][2][3][6]

## Prémios
- Premio Pinos Nuevos (1997): por el cuaderno Vámonos a Icaria[5][6].
- Premio Dador (2001): dado por el Instituto Cubano del Libro por el libro El bazar de las cosas perdidas[6].
- Beca de literatura Cuban Artists Fund (2005)[5][6].
- Premio Internacional “Margarita Hierro” (2010): convocado en España, ella fue finalista en él[6].
- Premio de Poesía “José Jacinto Milanés” (2010): por el cuaderno Luna de los pobres.[5][2][3][6]